# Ataenius panamensis
Ataenius panamensis är en skalbaggsart som beskrevs av Hinton 1936. Ataenius panamensis ingår i släktet Ataenius och familjen Aphodiidae. Inga underarter finns listade.